# Catocala calphurnia
Catocala calphurnia är en fjärilsart som beskrevs av H. Edwards 1880. Catocala calphurnia ingår i släktet Catocala och familjen nattflyn. Inga underarter finns listade i Catalogue of Life.

## Bildgalleri

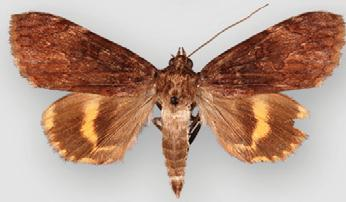
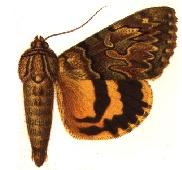